# スピンク郡 (サウスダコタ州)
スピンク郡（英: Spink County）は、アメリカ合衆国サウスダコタ州の中央部東に位置する郡である。2010年国勢調査での人口は6,415人であり、2000年の7,4541人から13.9％減少した。郡庁所在地はレッドフィールド市（人口2,333人）であり、同郡で人口最大の町でもある。

## 地理
アメリカ合衆国国勢調査局に拠れば、郡域全面積は1,510平方マイル (3,911 km2)であり、このうち陸地は1,504平方マイル (3,895 km2)、水域は6平方マイル (16 km2)で水域率は0.412％である。

### 主要高規格道路
| - アメリカ国道212号線 - アメリカ国道281号線 - サウスダコタ州道20号線 - サウスダコタ州道26号線 | - サウスダコタ州道28号線 - サウスダコタ州道37号線 |

### 隣接する郡
- ブラウン郡 - 北
- デイ郡 - 北東
- クラーク郡 - 東
- ビードル郡 - 南
- ハンド郡 - 南西
- フォーク郡 - 西

## 人口動態
以下は2000年の国勢調査による人口統計データである。
| 基礎データ - 人口: 7,454人 - 世帯数: 2,847 世帯 - 家族数: 1,933 家族 - 人口密度: 2人/km2（5人/mi2） - 住居数: 3,352軒 - 住居密度: 1軒/km2（2軒/mi2） 人種別人口構成 - 白人: 97.56% - アフリカン・アメリカン: 0.21% - ネイティブ・アメリカン: 1.48% - アジア人: 0.09% - 太平洋諸島系: 0.01% - その他の人種: 0.12% - 混血: 0.52% - ヒスパニック・ラテン系: 0.39% 年齢別人口構成 - 18歳未満: 25.6% - 18-24歳: 6.7% - 25-44歳: 26.1% - 45-64歳: 22.6% - 65歳以上: 18.9% - 年齢の中央値: 40歳 - 性比（女性100人あたり男性の人口） - 総人口: 107.2 - 18歳以上: 106.2 | 世帯と家族（対世帯数） - 18歳未満の子供がいる: 30.6% - 結婚・同居している夫婦: 58.6% - 未婚・離婚・死別女性が世帯主: 6.1% - 非家族世帯: 32.1% - 単身世帯: 29.3% - 65歳以上の老人1人暮らし: 15.8% - 平均構成人数 - 世帯: 2.45人 - 家族: 3.05人 収入と家計 - 収入の中央値 - 世帯: 31,717米ドル - 家族: 37,114米ドル - 性別 - 男性: 25,065米ドル - 女性: 20,386米ドル - 人口1人あたり収入: 15,728米ドル - 貧困線以下 - 対人口: 12.8% - 対家族数: 10.2% - 18歳未満: 17.2% - 65歳以上: 9.8% |

## 都市と町
- アシュトン
- アソール
- ブレントフォード
- コンデ
- ドーランド
- フランクフォート
- マンスフィールド
- メレット
- ノースビル
- レッドフィールド - 郡庁所在地
- トゥーレイア
- タートン

### 郡区
スピンク郡は下記37の郡区に分けられている。
| - アンテロープ - アソール - ベルプレーン - ベルモント - ベントン - ベオティア - バッファロー - キャピトラ - クリフトン - コンデ | - コーンウォール - クランドン - エクスライン - フランクフォート - ガーフィールド - グレートベンド - グローブランド - ハーモニー - ハリソン - ジェファーソン | - レイク - ラプレーリー - リンカーン - ロディ - メレット - ノースビル - オリーン - プレーリーセンター - レッドフィールド - リッチフィールド | - スプリング - サムナー - テトンカ - スリーリバーズ - トゥーレイア - タートン - ユニオン |